# Csőröslepke
A csőröslepke (Libythea celtis) a lepkék (Lepidoptera) rendjében a pillangószerűek (Papilionoidea) öregcsaládjába sorolt tarkalepkefélék (Nymphalidae) családjának egyik faja. Neméből az egyetlen amely hazánkban is előforduló.

## Elterjedése
A nem, sőt, az egész alcsalád egyetlen, Európában is előforduló faja a csőröslepke (Libythea celtis), aminek van egy másik elterjedési területe is:
- egyrészt Közép- és Dél-Európában, valamint Észak-Afrikában,
- másrészt Japánban és Tajvanon él.

Éppen ezért számos alfaja ismeretes.
Európában eredetileg a Mediterráneumban élt; Magyarországon az 1940-es évek második felében jelent meg. Megtelepedését valószínűleg elősegítette, hogy tápnövénye, a nyugati ostorfa (Celtis occidentalis) nemcsak divatos parkfává vált ez idő tájt, de elegyfaként erdőkbe is ültették. Jelenleg főleg a Nagyalföldön és a dombságokon gyakori. Eredeti hazájában, Dél-Európában a hegységekbe is felhatol egészen 1500 m-ig.

## Megjelenése, felépítése
Hernyója barna vagy zöld.
Az imágó feje nagy, ajaktapogatója az alcsalád többi tagjához hasonlóan igen hosszú, előremeredő, vaskos és széles. Csápja egyenletesen vastagodó. A hímek első lábán a lábfejízek elcsökevényesedtek.
Szárnyának fesztávolsága 55–70 mm; az első szárny a csúcs felé megnyúlt háromszögletes, a csúcstér rendkívül jellegzetesen, baltafejszerűen kiszögellő. A hátsó szárnya megnyúlt, inkább négyszögletes, mint kerek, felső szegélye éles hullámot vet, külső szegélye csipkés. Alapszíne sötétbarna, és világosbarna (narancsbarna) foltok tarkítják. A szárny középterén elhelyezkedő folt igen nagy, alatta a kis foltok szögletesek. Az első szárny csúcsa mögötti foltocska fehér. A hátsó szárny tőterén hosszú szőrzet nő; rajzolata a csúcs alatt egy kisebb, a szárny külső felén egy nagyobb vöröses folt. Az első szárny fonákja terepszínű, a hátsóé viszont teljesen szürkésbarna.

## Életmódja, élőhelye
Hernyója áprilistól júniusig kis csoportokban táplálkozik a déli ostorfán (Celtis australis) vagy a nyugati ostorfán (Celtis occidentalis).
Egy évben egy nemzedéke fejlődik ki úgy, hogy az imágók telelnek át. Ezért egyrészt júniustól szeptemberig repül, másrészt az áttelelés után tavasz közepéig. Röptében ultrahangokkal tájékozódik.
Az egyes populációk kisebb vándorutakat tesznek meg, majd több nemzedékváltás után visszatérnek kiinduló helyükre.

## Hasonló fajok

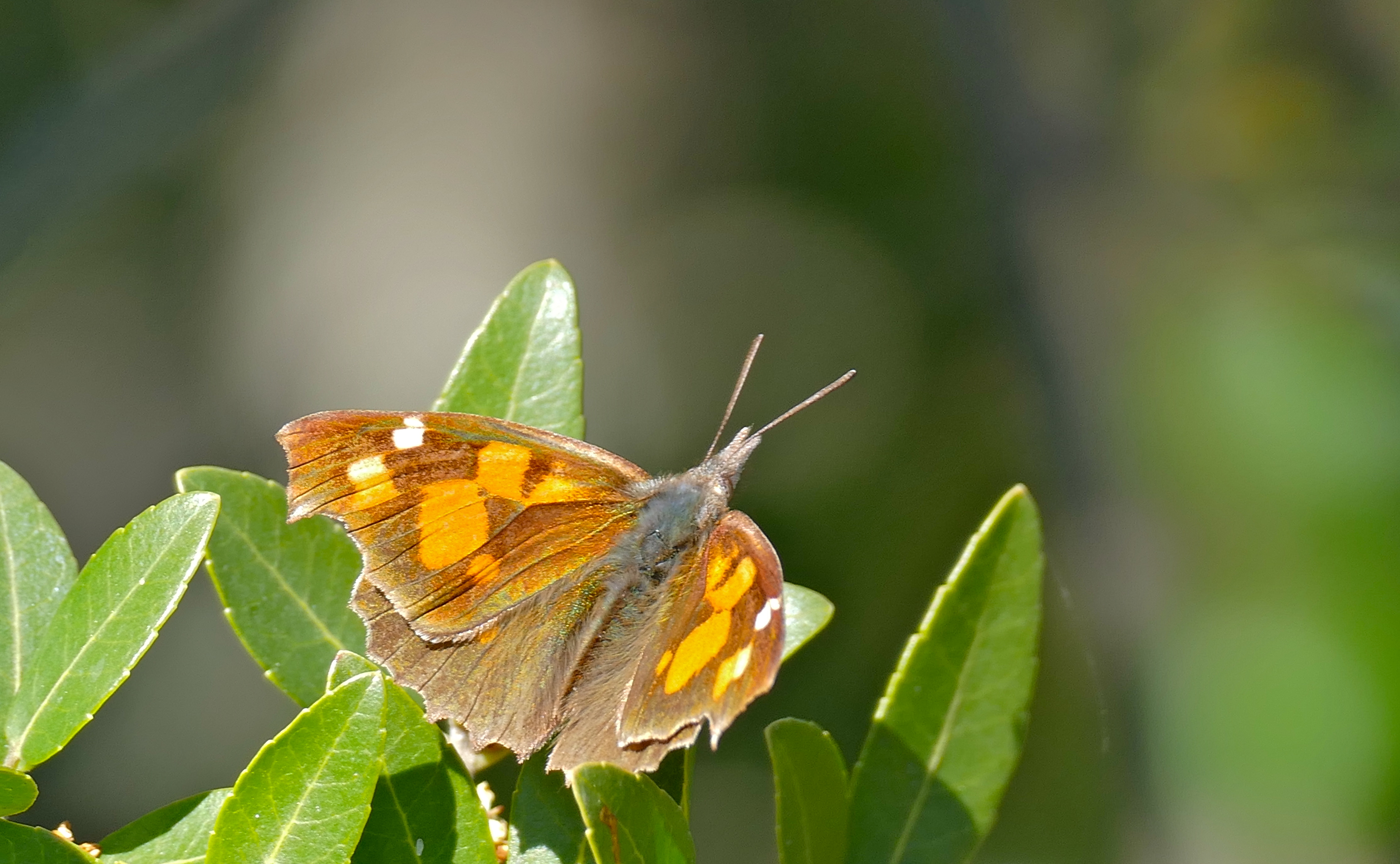
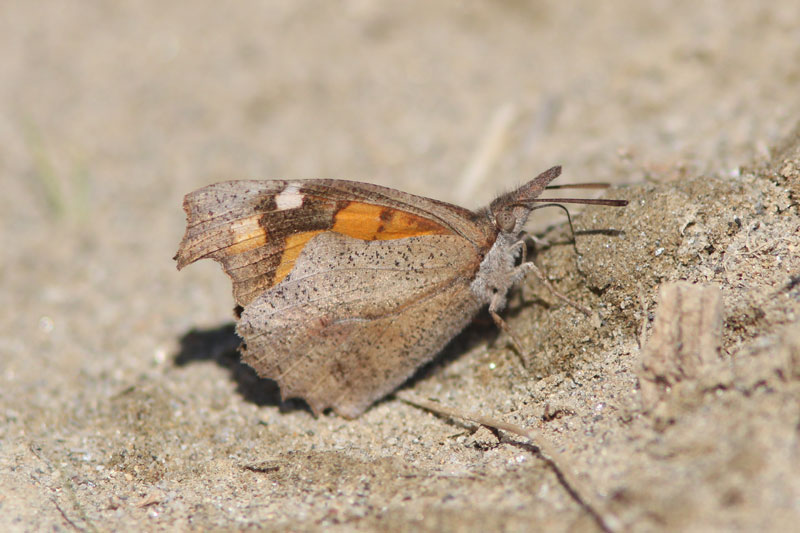
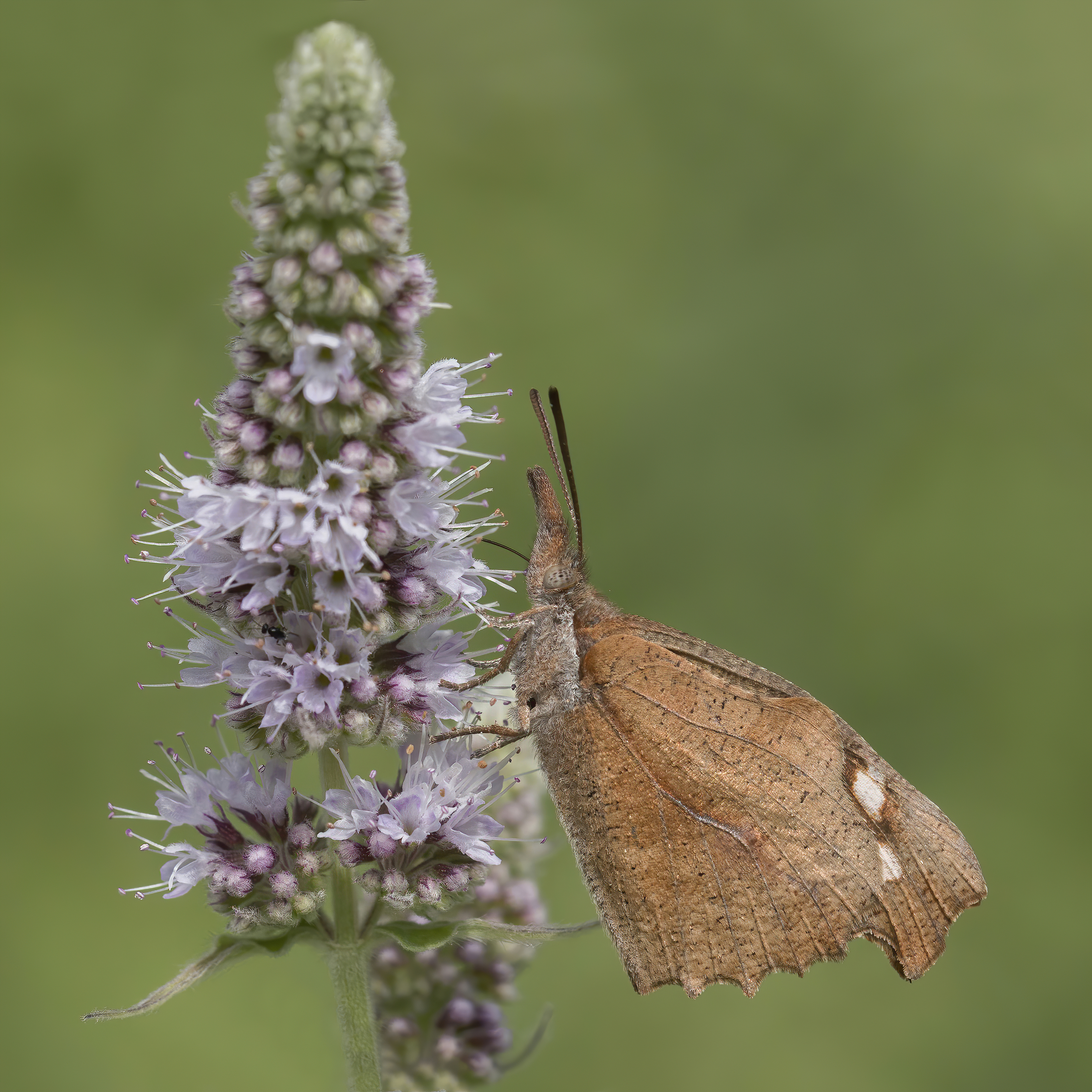

- Libythea lepita